# وینسنت اوییشن
وینسنت اوییشن (به انگلیسی: Vincent Aviation) یک شرکت هواپیمایی با کد یاتا BF* است که در ۱۹۹۲ میلادی تأسیس شده‌است. قطب وینسنت اوییشن در فرودگاه بین‌المللی ولینگتون قرار دارد.